# Pagan giáo

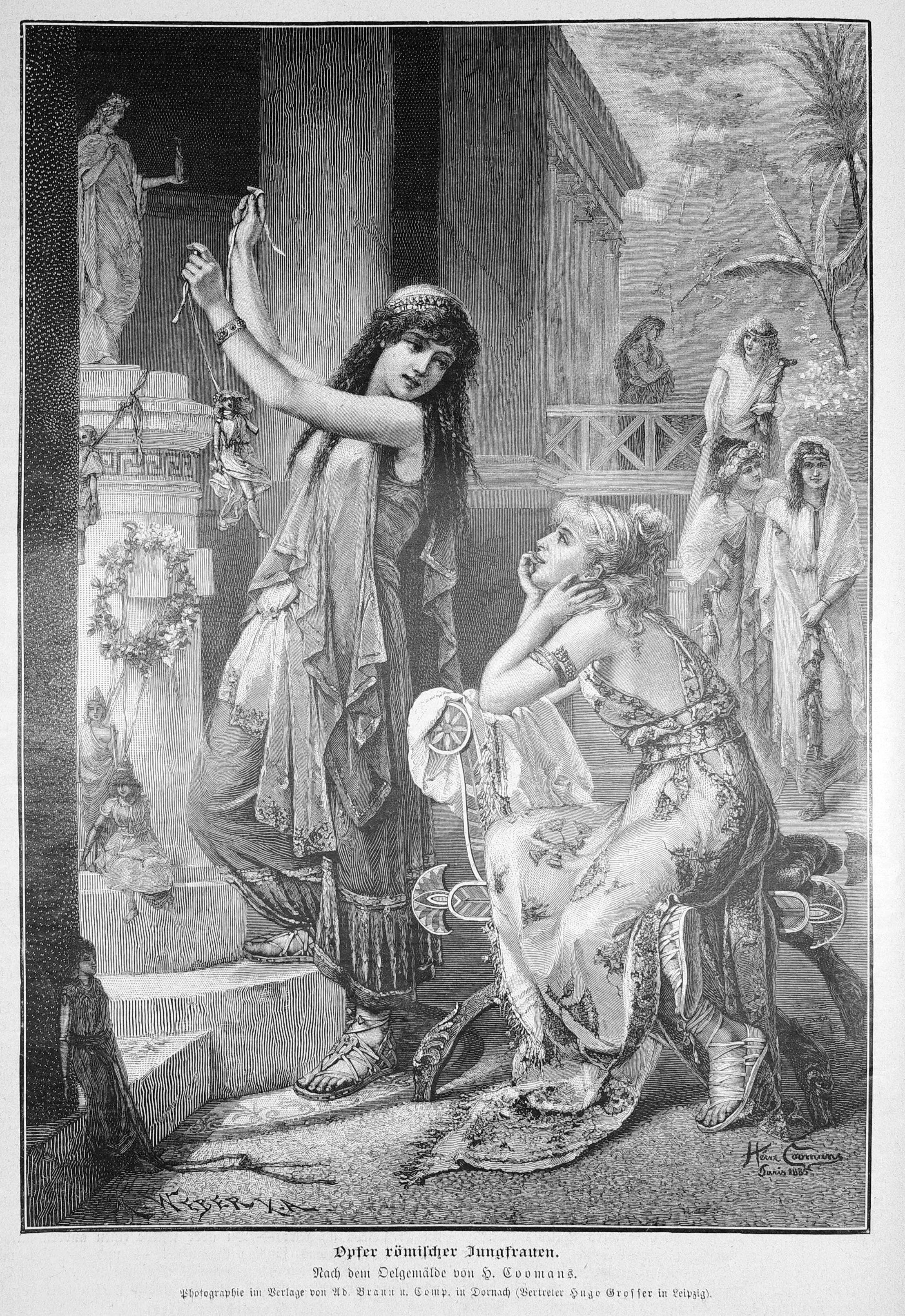
Tranh miêu tả lãng mạn từ năm 1887 cho thấy hai người phụ nữ La Mã dâng lễ vật cho một nữ thần pagan. Nghi thức tế lễ là một phần không thể thiếu của tôn giáo La Mã được Hy Lạp hóa cổ đại và được nhiều Kitô hữu sơ khai coi là một yếu tố quyết định xem một người theo tôn giáo pagan hay Cơ đốc giáo.

Đa thần giáo,  ngoại giáo hay pagan giáo (paganism) là một thuật ngữ được sử dụng lần đầu vào thế kỷ thứ tư bởi các tín hữu Kitô sơ khai để chỉ những nhóm dân cư có nguồn gốc từ Đế quốc La Mã thực hành theo tín ngưỡng đa thần giáo, cả vì bởi sự liên đới ngày càng tăng ở cả nông thôn và thành thị của họ với cộng đồng dân cư theo Kitô giáo, và vì họ không phải là milites Christi (hiệp sĩ của Chúa Kitô). Các thuật ngữ thay thế trong kinh điển Kitô giáo cho cùng nhóm người này là hellene, gentile, và heathen.
Pagan và pagan giáo, hay "ngoại giáo", là những thuật ngữ mang tính miệt thị cho cùng một nhóm đa thần giáo, ngụ ý chỉ sự thấp kém của nó. Pagan giáo có ý nghĩa bao hàm đại khái "tôn giáo của nông dân", và trong phần lớn lịch sử, nó là một thuật ngữ mang tính xúc phạm. Trong và sau thời Trung Cổ, pagan là một thuật ngữ mang tính miệt thị áp đặt cho bất kì tôn giáo phi Abraham hay không quen thuộc nào, và thuật ngữ này được cho là thể hiện một đức tin theo một (hoặc nhiều) vị thần dối trá.
Đã có nhiều tranh luận về mặt học thuật về nguồn gốc của thuật ngữ pagan. Trong thế kỷ 19, pagan giáo được chấp nhận như một thuật ngữ tự mô tả bản thân bởi một vài nghệ sĩ là thành viên của các nhóm nghệ thuật khác nhau lấy cảm hứng từ thế giới cổ đại. Trong thế kỷ 20, nó được áp dụng như một thuật ngữ tự mô tả bởi những tín đồ của Pagan giáo Hiện đại, các phong trào Tân Pagan và các phong trào tái thiết đa thần giáo. Các truyền thống pagan hiện đại thường kết hợp các tín ngưỡng hoặc thực hành, chẳng hạn như thờ cúng tự nhiên, khác với các tôn giáo lớn nhất trên thế giới.
Kiến thức đương đại về các tôn giáo pagan cổ đến từ nhiều nguồn, bao gồm các hồ sơ nghiên cứu thực địa về nhân loại học, bằng chứng về các cổ vật khảo cổ và các tài liệu lịch sử của các nhà văn cổ đại về các nền văn hóa cổ đại được gọi là Cổ đại cổ điển. Các hình thức của các tôn giáo này, chịu ảnh hưởng của các tín ngưỡng pagan khác nhau trong lịch sử của châu Âu tiền hiện đại, còn tồn tại tới ngày nay và được gọi là Pagan giáo Đương đại hoặc Hiện đại, còn được gọi là Neopaganism (Tân Pagan giáo).
Trong khi hầu hết các tôn giáo pagan thể hiện một thế giới quan theo thuyết phiếm thần, đa thần hoặc vật linh, thì có một số tôn giáo pagan cũng theo thuyết độc thần.

## Danh pháp và từ nguyên

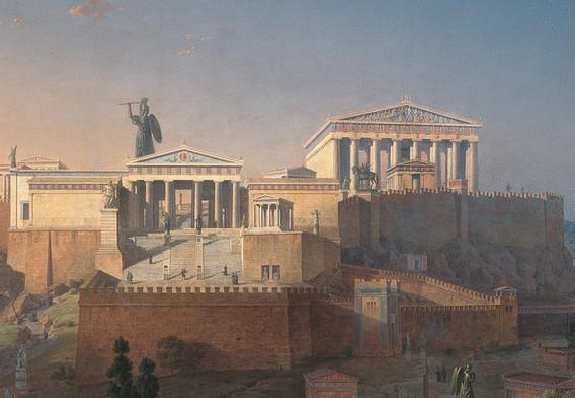
Tái thiết Đền Parthenon, Thành Acropolis của Athens, Hy Lạp

### Pagan
Điều quan trọng là phải nhấn mạnh ngay từ đầu rằng cho đến thế kỷ 20, các tín hữu không hề tự gọi mình là pagan - hay ngoại giáo - để mô tả tôn giáo mà họ thực hành. Khái niệm pagan giáo, như thường được hiểu ngày nay, được tạo ra bởi Giáo hội Kitô giáo sơ khai. Đó là một định danh mà các Kitô hữu áp dụng cho những người khác, một trong những phản đề nằm trung tâm trong quá trình tự định nghĩa Kitô giáo. Như vậy, trong suốt lịch sử, nó thường được sử dụng theo ý nghĩa xúc phạm.— Owen Davies, Paganism: A Very Short Introduction, 2011

Thuật ngữ pagan có nguồn gốc từ từ paganus trong thời Hậu Latin, và được hồi sinh trong thời kỳ Phục hưng. Bản thân từ đó bắt nguồn từ từ pagus trong thời Latin cổ điển, có nghĩa là 'khu vực được phân định bởi các điểm đánh dấu', paganus cũng có nghĩa là 'thuộc về hoặc liên quan đến nông thôn', 'người ở nông thôn', 'dân làng'; mở rộng ra có nghĩa 'quê mùa', 'vô học', 'người nhà quê', 'kẻ vụng về'; trong biệt ngữ quân sự La Mã là 'không phải quân lính', 'thường dân', 'lính không có kỹ năng'. Từ này có liên quan đến từ pangere ('buộc chặt', 'sửa chữa hoặc gắn chặt vào') và có nguồn gốc sâu xa nhất từ tiền tố Ấn-Âu nguyên thủy *pag- ('sửa chữa' với ý nghĩa tương tự).
Việc tiếp nhận paganus bởi các Kitô hữu Latinh như là một thuật ngữ toàn diện, mang tính miệt thị cho những người đa thần đại diện cho một chiến thắng kéo dài một cách bất ngờ và khác thường, trong một nhóm tôn giáo, bằng một từ tiếng lóng Latinh ban đầu không có ý nghĩa tôn giáo. Sự tiến hóa này chỉ xảy ra ở phía tây khu vực Latinh và liên quan đến nhà thờ Latinh. Ở nơi khác, Hellene hay gentile (ethnikos) vẫn là từ dành cho ngoại giáo; và paganos tiếp tục như một thuật ngữ thuần thế tục, với ngụ ý chỉ sự thấp kém và tầm thường.— Peter Brown, Late Antiquity, 1999

Các nhà văn thời Trung cổ thường cho rằng paganus dưới dạng một thuật ngữ tôn giáo là kết quả của các kiểu mẫu chuyển đổi trong thời kỳ cải đạo Kitô giáo ở châu Âu, nơi người dân ở các thị trấn và thành phố được cải đạo một cách dễ dàng hơn so với những người ở vùng sâu vùng xa, nơi những cách thức cũ duy trì kéo dài. Tuy nhiên, ý tưởng này có nhiều vấn đề. Đầu tiên, việc sử dụng từ này như một tham chiếu cho những người ngoài Kitô giáo đã có niên đại trước giai đoạn đó trong lịch sử. Thứ hai, pagan giáo trong Đế chế La Mã tập trung tại các thành phố. Khái niệm về Kitô giáo ở thành thị, trái ngược với pagan giáo ở nông thôn, sẽ không xảy ra với người La Mã trong thời kỳ Kitô giáo sơ khai. Thứ ba, không giống như những từ như rusticitas, paganus vẫn chưa hoàn toàn mang đầy đủ những ý nghĩa này (sự lạc hậu không văn minh) được sử dụng để giải thích lý do tại sao nó sẽ được áp dụng cho những người ngoại giáo.
Paganus nhiều khả năng có được ý nghĩa của nó trong danh pháp Kitô giáo thông qua biệt ngữ quân sự La Mã (xem ở trên). Các Kitô hữu tiên khởi đã áp dụng các motif quân sự và tự coi mình là Milites Christi (hiệp sĩ của Chúa Kitô). Một ví dụ điển hình về các Kitô hữu vẫn sử dụng từ paganus trong bối cảnh quân sự thay vì tôn giáo là trong bộ De Corona Militis, cuốn XI.V của Tertullian, nơi Cơ đốc giáo được gọi là paganus (thường dân):
| Apud hunc [Christum] tam miles est paganus fidelis quam paganus est miles fidelis. | Với Ngài [Chúa Kitô], công dân trung thành là một người lính, giống như người lính trung thành là một công dân. |

Paganus mang nghĩa về tôn giáo hiện tại vào khoảng giữa thế kỷ thứ 4. Ngay từ thế kỷ thứ 5, paganos đã được sử dụng một cách ẩn dụ để biểu thị những người nằm bên ngoài tầm ảnh hưởng của cộng đồng Kitô giáo. Sau khi người Visigoth công chiếm thành Roma chỉ hơn mười lăm năm sau cuộc đàn áp ngoại giáo của tín đồ Kitô giáo dưới thời Theodosius I, những lời đồn đại lan rộng rằng những vị thần cổ bảo hộ thành phố tốt hơn là Thiên Chúa Kitô. Để đáp lại, Augustine thành Hippo đã viết cuốn De Civitate Dei Contra Paganos ('Thành phố Thiên Chúa đối đầu lũ ngoại giáo'). Trong đó, ông đã đối chiếu "thành phố của con người" đã sụp đổ với "thành phố của Thiên Chúa" mà tất cả các Kitô hữu cuối cùng đều là các công dân. Do đó, những kẻ xâm lược ngoại bang trở thành "không phải người thành thị" hay "nhà quê".
Thuật ngữ pagan không có chứng cứ nào cho thấy xuất hiện trong ngôn ngữ tiếng Anh mãi cho đến thế kỷ 17. Cùng với infidel và heretic, nó được sử dụng như một trong nhiều bản sao mang tính miệt thị từ Kitô giáo của từ gentile (גוי / נכרי) như dùng trong Do Thái giáo, và của kafir (كافر, 'kẻ bất tín') và mushrik (مشرك, 'người sùng bái') trong Hồi giáo.

## Định nghĩa
Xác định Pagan giáo là vấn đề. Hiểu rõ bối cảnh của thuật ngữ liên quan của nó là rất quan trọng. Kitô hữu sớm gọi các mảng đa dạng của các giáo phái xung quanh họ như một nhóm duy nhất cho lý do của sự thuận tiện và hùng biện. Trong khi ngoại giáo nói chung hàm ý tôn giáo đa thần, sự khác biệt chính giữa những người ngoại đạo cổ điển và các Kitô hữu không phải là một trong những độc thần so với tín ngưỡng đa thần. Không phải tất cả những người ngoại đạo đã nghiêm thờ đa thần. Trong suốt lịch sử, nhiều người trong số họ tin vào một vị thần tối cao. (Tuy nhiên, hầu hết những người ngoại đạo tin vào các vị thần cấp dưới). Với Kitô hữu, sự khác biệt quan trọng nhất là có hay không một người tôn thờ một vị thần thật sự. Những ai không (những người thờ đa thần, người theo thuyết độc thần, hoặc vô thần) là ngoại đạo và do đó được coi là dân ngoại đạo. Tương tự như vậy, những người ngoại đạo cổ điển sẽ tìm thấy nó đặc biệt để phân biệt nhóm số lượng các vị thần theo tôn kính. Họ muốn coi các học viện tư tế (như Học viện dành cho Giáo hoàng hoặc là Các bữa yến tiệc) và thực hành tôn giáo mang ý nghĩa tách biệt hơn.
Đề cập đến ngoại giáo như một tôn giáo bản địa trước Kitô giáo là không hề chính xác. Không phải tất cả các truyền thống ngoại giáo trong lịch sử là tiền Abrahamic hoặc là những người dân bản địa đến những nơi thờ phượng của họ.
Với lịch sử danh pháp của nó, ngoại giáo theo truyền thống hoàn thiện các nền văn hóa tiền Cơ Đốc giáo và các nền văn hoá không thuộc Cơ Đốc giáo bên trong và xung quanh các thế giới cổ đại; bao gồm các bộ lạc Hy Lạp-La Mã, Celtic, Đức, Slav. Tuy nhiên, theo ý kiến của chuyên gia hiện nay về văn học dân gian và người ngoại giáo đương đại nói riêng đã mở rộng mốc nguồn gốc hình thành lên bốn nghìn năm, được sử dụng bởi tiền Cơ Đốc giáo, để tổng hợp các truyền thống tôn giáo tương tự được kéo dài tới thời tiền sử.

## Ý niệm
Pagan giáo được những tín đồ Cơ Đốc cho là có sự tương đồng với Epicureanism, đại diện cho những người thuộc về xác thịt, vật chất, bê tha, không quan tâm tới tương lai và những tôn giáo phức tạp/tinh tế. Tín đồ pagan thường được miêu tả theo một cách khuôn mẫu, đặc biệt là trong những sự quan tâm tới những gì họ cho là giới hạn của pagan giáo. Do đó, G. K. Chesterton đã viết: "Tín đồ pagan bắt đầu, với một tâm thế đáng ngưỡng mộ, để làm anh ta thoả mãn. Cho đến cuối nền văn minh anh ta đã phát hiện ra được rằng một người đàn ông không thể tự thưởng thức và tiếp tục sống để có thể tận hưởng tất cả mọi thứ khác." Theo một cách đối nghịch sắc bén, Swinburne, nhà thơ, đã bình luận trên cùng một chủ đề: "Ngài đã chinh phục, Ôi, Galilean nhợt nhạt; thế giới đã trở thành một màu ghi từ hơi thở của Ngài; Chúng tôi đã say bởi những vật Lethean, và bị bón trên sự đầy ự của cái chết."
Nhận thức và việc sử dụng từ pagan của tín đồ Cơ Đốc tương tự với tín đồ Hồi giáo dùng từ kafir (كافر, "người không tin", "infidel") và mushrik (مشرك).

## Lịch sử

### Thời kỳ đồ đồng đến đầu thời kỳ đồ sắt

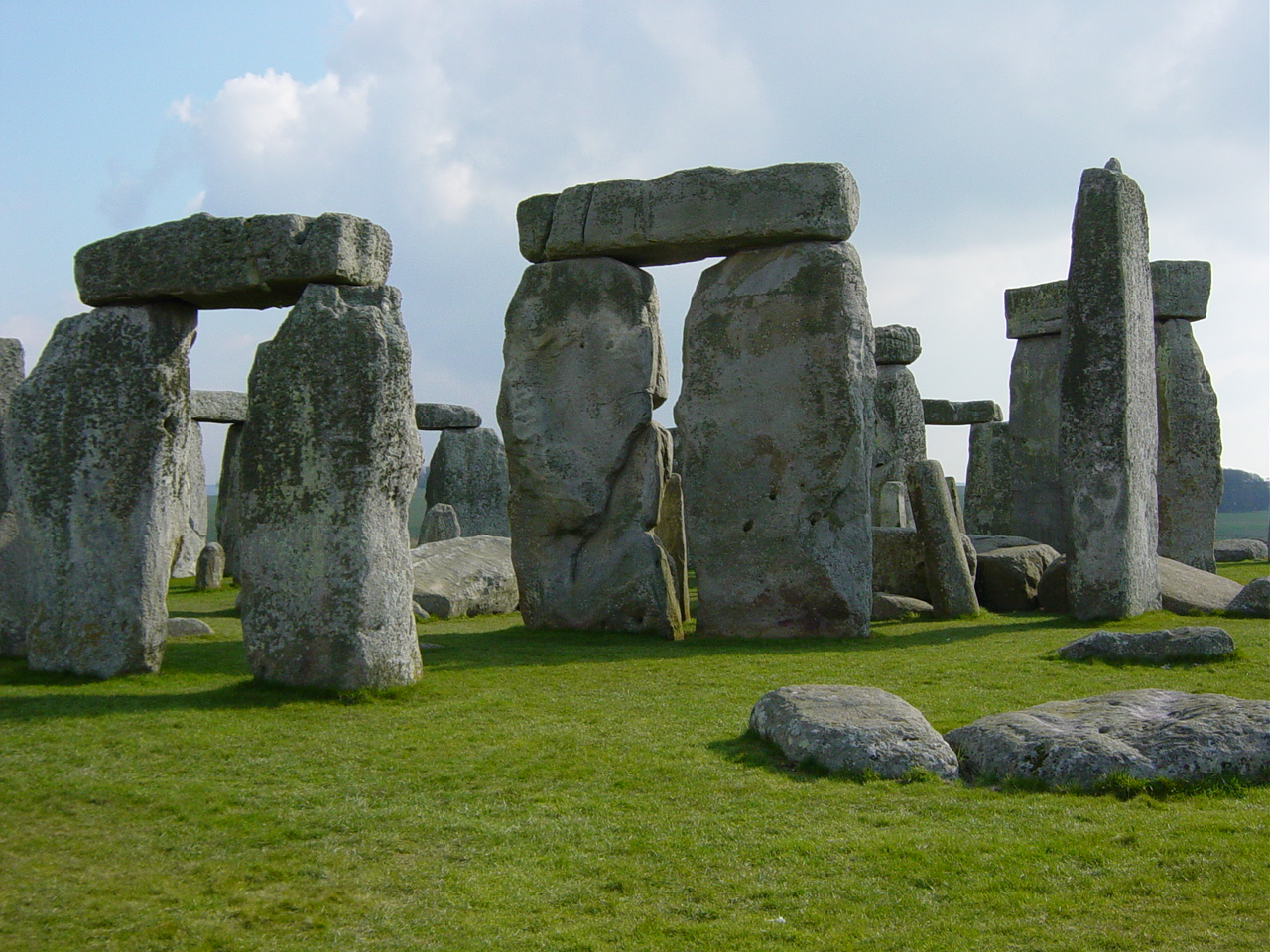
Một số megalith được cho là có vai trò tôn giáo quan trọng.

- Tôn giáo Cận Đông Cổ đại
  - Tôn giáo Ai Cập Cổ đại
  - Tôn giáo Semit Cổ đại
  - Tôn giáo Lưỡng Hà Cổ đại